# ماروین زونیس
ماروین زونیس دانش‌آموختهٔ دانشگاه ییل، مدرسۀ بازرگانی هاروارد و مؤسسهٔ فناوری ماساچوست است و مدرک دکترای علوم سیاسیاش را از مؤسسهٔ فناوری ماساچوست گرفته‌است. او سال‌ها در مؤسسهٔ روان‌کاوی شیکاگو نیز به آموزش روان‌کاوی می‌پرداخت. زونیس همچنین در سمت مشاور با مؤسسات و شرکت‌های تخصصی مدیریت دارایی در سراسر جهان همکاری داشت و به آن‌ها کمک کرد تا با توجه به مخاطرات سیاسی جهان توانایی‌ها و اهداف کاری خود را شناسایی، ارزیابی و مدیریت کنند.

## پیشینه
زونیس مطالب زیادی در مورد جهانی شدن، فناوری‌های دیجیتال، بازارهای نوظهور، سیاست خاورمیانه، صنعت نفت، روسیه و سیاست خارجی ایالات متحده نوشته‌است. او یک مرجع برجسته در خاورمیانه بود و بیشتر عمر خود را صرف مطالعهٔ ترکیب ناپایدار اسلام، تروریسم و خاورمیانه کرد. در جوانی تجربهٔ زندگی در ایران را داشت، از افغانستان دیدن کرد و در عراق به مطالعهٔ اسلام پرداخت. عمده شهرت او به خاطر نگارش کتابی دربارهٔ زندگی محمدرضا شاه پهلوی با رویکرد روانشناسی تاریخی است. این کتاب در ایران به نام شکست شاهانه به فارسی ترجمه شده‌است. او به‌جز کتاب شکست شاهانه کتاب دیگری هم دربارهٔ روشن‌فکران ایرانی نوشته‌است که به‌نام روان‌شناسی سیاسی نخبگان ایران به فارسی ترجمه و منتشر شده‌است.